# Rasmus Canbäck
Rasmus Canbäck, född 16 augusti 1990, är en svensk journalist, författare. 
Rasmus Canbäck är uppvuxen i Kullavik och har avlagt masterexamen i socialantropologi vid Stockholms universitet. Hans journalistiska arbete fokuserar främst på de före detta sovjetrepublikerna, speciellt om Nagorno-Karabach-konflikten mellan Armenien och Azerbajdzjan. Förutom konflikten har Canbäck skrivit om den azerbajdzjanska statens kaviardiplomati. 
Canbäcks arbeten har främst publicerats på Blankspot, en reportagesajt som startades av bland andra nuvarande VD Brit Stakston och dess ansvarig utgivare, journalisten Martin Schibbye.
Han är författare till reportageboken Varje dag dör jag långsamt om sin resa i Nagorno-Karabach i mars 2021.
År 2024 nominerades Rasmus Canbäck till Röda korsets journalistpris. Samma år belönades han med Pressfrihetspriset, som delas ut av svenska Reportrar utan gränser.

## Granskningar om kaviardiplomati
Canbäcks artiklar om bjudresor för journalister till Azerbajdzjan resulterade i att Publicistklubben Södras ordförande Agneta Nordin, som hade deltagit i resorna, fick avgå, medan Sveriges Radio meddelade att berörda journalister hos dem skulle sannolikt inte få bevaka nyheter som var relaterade till Azerbajdzjan. Hans avslöjanden innebar också att Myndigheten för ungdoms- och civilsamhällesfrågor (MUCF), efter granskning av underlagen, nekade två azerbajdzjanska föreningar fortsatt finansiering.
Canbäck har också skrivit om det svenska forskningsinstitutet Institute for Security and Development Policys (ISDP) kopplingar till Azerbajdzjan. Hans granskningar visar att ISDP, förutom finansiering från Utrikesdepartementet (UD), även tagit emot finansiering från en azerbajdzjansk lobbyorganisation och ett byggbolag ägt av Ilham Alijev samtidigt som ISDP varit rådgivare för UD. Den liberala riksdagsledamoten Fredrik Malm har ifrågasatt ISDP:s oberoende från Azerbajdzjan, liksom Björn Söder (SD) och Håkan Svenneling (V) som har väckt frågor i Riksdagen om ISDP:s finansiering.
Hans arbete om Azerbajdzjan har resulterat i trakasserier från landets ambassad i Sverige, vilket föranledde kritik från Reportrar utan gränser i Sverige såväl som moderorganisationen. Den 30 november 2022 meddelade Blankspot att de skulle polisanmäla hoten och trakasserierna mot Canbäck.

## Priser och utmärkelser
- 2024: Reportrar utan gränsers (Sverige) Pressfrihetspris.